# Río Atacuari
Der Río Atacuari ist ein etwa 207 km langer linker Nebenfluss des Amazonas im Nordosten von Peru in der Provinz Mariscal Ramón Castilla der Region Loreto. Auf den unteren 13 Kilometern bildet der Fluss die Grenze zum nördlich gelegenen Kolumbien.

## Flusslauf
Der Río Atacuari entspringt im äußersten Westen des Distrikts Ramón Castilla auf einer Höhe von etwa 150 m. Er durchquert das Amazonastiefland nördlich des Amazonas anfangs 85 km in überwiegend ostnordöstlicher Richtung, anschließend in südöstlicher Richtung. 21 km oberhalb der Mündung trifft der Río Yacarite von rechts auf den Río Atacuari. Dieser fließt nun nach Osten. Er durchquert nun ehemalige Altarme des Amazonas und wird auch als Brazo Tigre bezeichnet. Ab Flusskilometer 13 liegt am linken Flussufer Kolumbien. Der Río Atacuari mündet schließlich bei der Siedlung Isla del Tigre, 14 km westnordwestlich des Distrikverwaltungszentrums Caballococha, auf einer Höhe von ungefähr 75 m in den Amazonas. Der Atacuari weist mit Ausnahme der unteren 25 Kilometern ein stark mäandrierendes Verhalten mit zahlreichen engen Flussschlingen und Altarmen auf.

## Einzugsgebiet
Der Río Atacuari entwässert eine Fläche von ungefähr 4050 km². Das Einzugsgebiet des Río Atacuari erstreckt sich über den Nordwesten des Distrikts Ramón Castilla. Es grenzt im Süden und im Westen an das des oberstrom gelegenen Amazonas, im Norden an die Einzugsgebiete von Río Yaguas und Río Cotuhe sowie im Osten an das des Río Loretoyacu.